# آمبودیتاندروهو
آمبودیتاندروهو (به لاتین: Amboditandroho) یک منطقهٔ مسکونی در ماداگاسکار است که در توآماسینا دوم واقع شده‌است. آمبودیتاندروهو ۱۳٬۶۴۱ نفر جمعیت دارد و ۱۵ متر بالاتر از سطح دریا واقع شده‌است.